# VooDoo Hawaiians
VooDoo Hawaiians（ヴードゥー ハワイアンズ）は、日本のロックバンド。

## 経歴
- 1999年
  - 11月、中山加奈子（Vo&G）、澄田健（G&Vo）、芳賀勇（Ba）、MAD大内（Dr）にてVooDoo Hawaiians結成。
- 2001年
  - 12月31日、第一期VooDoo Hawaiians終了。
- 2002年
  - 3月、中山加奈子（Vo&G）、澄田健（G&Vo）、穴井仁吉（Ba）、大島治彦（Dr）にて第二期始動。
  - 11月、穴井仁吉脱退。
- 2004年
  - 9月5日に、中山加奈子（Vo&G）、澄田健（G&Vo）、伊藤航（Ba）、富田京子（Dr）の構成でライブ。
- 2005年
  - 2月28日より小関純匡（Dr）、7月21日より曽我将之（Ba）が加入。
- 2008年
  - 5月11日、ライブ上で活動休止が発表された。
- 2012年
  - 4月11日よりライブ活動再開する事が発表された。
- 2014年
  - 5月21日、アルバム「LOVE and ROLL」リリース。
- 2015年
  - 11月29日、下北沢CLUB251にてアルバム『Would You Like Comin' to the Parade?』発売記念ワンマンライブ、会場にて先行限定数販売。
  - 12月9日、アルバム『Would You Like Comin' to the Parade?』リリース[1]。

## メンバー
- Vo.&Gt. 中山加奈子（ex.プリンセス プリンセス）
- Gt.&Vo 澄田健（ex.LOOPUS）
- Ba. 曽我"JETTSOUL"将之（AGE of PUNK）
- Dr. 小関純匡（マチルダロドリゲス　ex.Crybaby）

## ディスコグラフィ

### アルバム
- Pretty 'n' Brutal （2000年7月27日　Warner Indies Network　WINN-82044）
- ロックンロールアニマル （2001年3月22日　Warner Indies Network　WINN-82062）
- Drive,She said （2002年7月3日　SONG BIRD　SBCD-00204）
- 4our （2006年8月1日　ALOHA ATTACK RECORDS　AHACD-1）
- LOVE and ROLL（2014年5月21日　ALOHA ATTACK RECORDS　AHACD-00003）
- Would You Like Comin' to the Parade?（2015年12月9日　ALOHA ATTACK RECORDS　AHACD-0004）

### シングル
- アンモナイト （2007年12月25日　ALOHA ATTACK RECORDS　AHACD-2）
- VooDoo Dancin' （2019年11月24日　ALOHA ATTACK RECORDS　AHACD-0006）

### DVD
- Cock A Voo Dle Doo （2003年10月25日　Infection Label　IL-1006）

### 参加作品
トリビュート・アルバム
- Hanoi Rocks Tribute BLOODY KNUCKLES & LIPSTICK ～美・ヴァイオレンス （2000年6月22日　Warner Indies Network　WINN-82040）
  - 3曲目「Malibu Beach Nightmare （マリブビーチの誘惑）」
- CAROL TRIBUTE （2003年8月27日　UNIVERSAL MUSIC　UPCH-1276）
  - 2曲目「ミスター・ギブソン」
- THE CLASH TRIBUTE （2003年11月19日　Sony Music　SICL-68）
  - 12曲目「Brand New Cadillac（新型キャディラック）」